# قيمة إنجابية (وراثة سكانية)
إنَّ القيمة الإنجابية (يجب عدم الخلط بينها وبين القيمة التكاثرية) هي مفهوم في علم السكان وعلم الوراثة السكانية، يمثل العدد المخفّض من الأطفال الإناث في المستقبل اللواتي سيُلَدنَ لامرأة في سن معينة. حدد رونالد فيشر القيمة الإنجابية لأول مرة في كتابه الصادر عام 1930 تحت عنوان (النظرية الوراثية للانتقاء الطبيعي) حيث اقترح تخفيض الذرية المستقبلية بمعدل نمو السكان، يعني ذلك أنَّ قيمة التكاثر الجنسي تقيس مساهمة فرد في سن معينة في النمو المستقبلي للسكان.
عندما يتم إجراء عملية تعقيم لامرأة في سن الإنجاب بحيث لا تنجب أطفال آخرين يتم تقليل الولادات اللاحقة في المجتمع. وعندما تموت امرأة أو تغادر المجتمع بطريقة من الطرق تتأثر جميع الولادات اللاحقة ايضًا. لا يتم التمييز بين الهجرة والموت وبين مغادرة البلد من أجل الدراسة أو مدى الحياة وترك هذا العالم تمامًا. تجيب نظرية واحدة على أسئلة حول التأثير العددي للتعقيم والوفيات والهجرة، ومن المفترض أن تحدث كلها في سن معينة x. سنتمكن من خلال هذه النظرية من مقارنة النتائج الديموغرافية لمعاجلة مرض يزيد معدل الوفيات في الأعمار الصغيرة مثل الملاريا مقابل مرض آخر يؤثر على معدل الوفيات في الفئات الأكبر سنًا مثل أمراض القلب.
يوجد سؤال مختلف هو ما الذي سيحدث لسكانٍ يتزايدون بسرعة إذا قلل الأزواج من إنجابهم لينجبوا أطفال بديلة عنهم فقط. سيكون معدل التكاثر الصافي R0 وهو عدد الفتيات اللواتي من المتوقع أن يُلَدنَ لطفلة ولدت للتو ويساوي الـ 1، وفي النهاية سيكون عدد السكان ثابتًا.

## التعريف
يجب الانتباه إلى أنَّ الأنواع التي تملك جدول حياة تملك معاملات البقاء على قيد الحياة ومعاملات القيمة الإنجابية وهي معطاة على شكل 
{\displaystyle \ell _{x}} و {\displaystyle m_{x}}، حيث:
{\displaystyle m_{x}} = احتمال البقاء على قيد الحياة من سن 0 إلى عمر  {\displaystyle x.}
و
〖 m〗_x = متوسط عدد النسل الذي ينتجه فرد في عمر x
في مجموعة السكان الذين لديهم مجموعات مختلفة من الفئات العمرية يتم حساب القيمة الإنجابية حسب فيشر كما يلي:
{\displaystyle v_{x}=\sum _{y=x}^{\infty }\lambda ^{-(y-x+1)}{\frac {\ell _{y}}{\ell _{x}}}m_{y}}
حيث يمثل {\displaystyle \lambda } معدل نمو السكان على المدى الطويل والذي تم الحصول عليه من القيمة الذاتية في مصفوفة ليزلي.
عندما تكون الفئات العمرية مستمرة:
{\displaystyle v(x)=\int _{x}^{\infty }e^{-r(y-x)}{\frac {\ell (y)}{\ell (x)}}m(y)dy}
حيث يمثل r معدل الزيادة الحقيقي أو معدل النمو المالتوسي.